# Antipapa João XVI
João XVI (Rossano, 945 — Fulda, c. 1001) foi antipapa de 997 a 998. Seu nome em latim era Johannes Philagathos, em italiano  Giovanni Filagato e em grego Ιωάννης Φιλάγαθος.